# Разгром (роман Эмиля Золя)
«Разгро́м» (фр. La Débâcle) — роман французского писателя Эмиля Золя, опубликованный в 1892 году. Принадлежит к циклу «Ругон-Маккары». Описывает поражение Франции в ходе Франко-прусской войны 1870—1871 гг. Значительная часть произведения посвящена битве при Седане и уничтожению Парижской коммуны. В центре повествования — судьба человека, который вынужден выживать в условиях социальных катаклизмов.